# Bystřice (okres Frýdek-Místek)
Bystřice (v místním nářečí Bystrzica, polsky Bystrzyca, německy Bistritz) je obec v okrese Frýdek-Místek v Moravskoslezském kraji. Žije zde přibližně 5 300 obyvatel, přičemž asi čtvrtina se jich hlásí k polské národnosti. Z hlediska počtu obyvatel patří mezi největší obce v Česku bez statusu města či městyse.
Obcí protéká řeka Olše, podle níž má přívlastek katastrální území. Sousedními obcemi sídla jsou Nýdek, Hrádek a Vendryně.
V roce 2005 zavedlo zastupitelstvo obce následující neoficiální označení ulic jako orientační názvy: Pojmenovány byly páteřní ulice (např. Nýdecká, Na Pasekách) a boční navazující ulice byly očíslovány (např. Nýdecká 5, Na Pasekách 13). Toto označování bylo zavedeno pro lepší orientaci integrovaných záchranných služeb.

## Historie
Nejstarší doložená písemná zpráva o Bystřici obsažena v opise listiny vydané knížetem Boleslavem I. (1409–1431). Další záznam je v privilegiu těšínského knížete z roku 1470, který udělil prvnímu osadníkovi v této oblasti půdu s právem založit mlýn s jedním kolem a hostinec, čímž vytvořil dědičné fojtství. To bylo potvrzeno knížetem Kazimírem II. v roce 1503 a znovu (na žádost starosty Jana Sturcze) v roce 1595 knížetem Adamem Václavem, který umožnil přidat do mlýna druhé mlýnské kolo, ale současně uložil majitelům obecního sídla nájemné z pozemků a mlýna, tzv. „formanské“ - naturální daň doručená na hrad Těšín a desátek v obilí pro kněze z Vendryně. Jméno osady je poprvé uvedeno v roce 1523 v seznamu vesnic povinných odebírat pivo z městského pivovaru v Těšíně.
Osidlování nové vesnice probíhalo pomalu. Osadníci dlouho stavěli své usedlosti rozptýlené na loukách a lesních mýtinách. Kvůli chudé půdě se zabývali také pastevectvím. Jedním z prvních osadníků byl Jerzy Wałach, který se usadil na tzv. „vykopávce“. V 16. století obyvatelé Bystřice pásli dobytek hlavně na pasekách u Olzy. V dalších stoletích se pastviny přesunuly na hory. V r. 1577 žilo v obci odhadem 300 obyvatel, z nichž bylo 22 sedláků, 6 malorolníků (zahradníků a ovocnářů), 1 mlynář a 1 fojt (celkem 30 usedlostí). Od doby reformace byla většina obyvatel vesnice protestanty. Tato poznámka byla uvedena ve zprávě o návštěvě opolského arciděkana z roku 1679. Po vydání tolerančního patentu v roce 1782 opustilo katolickou církev 84 osob, takže v roce 1784 zde bylo pouze 37 katolíků. V roce 1782 byla založena první bystřická škola a zároveň byl založen evangelický sbor. Ve škole bylo vyučovacím jazykem místní nářečí. V devatenáctém století došlo ke zvýšení počtu katolických věřících na 269 v roce 1910. Bystřice je dodnes jednou z nejvíce protestantských vesnic v Zaolží. Roku 1916 byl v Bystřici založen adventistický sbor.
V první polovině devatenáctého století bylo v Bystřici mnoho pracovníků, kteří každý rok migrovali za prací na „vaření“ dusičnanu draselného na současném Slovensku. V devatenáctém století byla vesnice známým centrem výroby krajek. Krajky se používaly při výrobě krajkových bot a na pokrývky hlavy, které byly součástí těšínských a horalských krojů. Současně se v okolí těžila železná ruda pro železárny v Třinci. O něco později se v Bystříci vyráběla velká košťata pro potřeby třinecké hutě. Významnou události v obecní historii bylo zprovoznění Košicko-bohumínské dráhy (1871-1875). Podle rakouského sčítání lidu v roce 1910 žilo v Bystřici 2 426 občanů, z toho 2 382 (98,2 %) bylo Poláků, 13 (0,5 %) Čechů a 31 (1,3 %) Němců.

### Významní rodáci
- Kornel Michejda, chirurg
- Oskar Michejda, evangelický superintendent
- Wiktor Niemczyk, evangelický teolog
- Jerzy Cymorek, evangelický biskup
- Vilém Stonawski, evangelický biskup
- Jan Wacławek, evangelický biskup
- Radovan Lipus, divadelní a dokumentární režisér
- Karol Śliwka, komunistický poslanec za první republiky

## Obecní správa
Od 1. ledna 1980 do 28. února 1990 k obci patřily Košařiska a Nýdek.

## Obecní symboly
Na obecním znaku a vlajce je použit motiv krojidla, které se nachází na obecní pečeti z roku 1702. Uvedený motiv je doplněn těšínskou orlicí a znázorněním řeky Olše, která obcí protéká. Návrh znaku z roku 1993 vypracoval Bronislav Firla.

## Sport
V Bystřicí sídlí fotbalový klub TJ Bystřice a také profesionální cyklistický tým JK Animals MTB Team.

## Doprava
V Bystřici se nachází stejnojmenná železniční stanice ležící na trati Bohumín–Čadca. Dále tudy prochází silnice první třídy I/68 a silnice druhé třídy II/474.

## Volby do zastupitelstva
| Datum voleb            | Zvolení zastupitelé | Starosta          |
| ---------------------- | ------------------- | ----------------- |
| 18. 11. – 19. 11. 1994 | Zvolení zastupitelé | Anna Konderlová   |
| 1998                   | Zvolení zastupitelé | Anna Konderlová   |
| 1. 11. – 2. 11. 2002   | Zvolení zastupitelé | Anna Konderlová   |
| 20. 10. – 21. 10. 2006 | Zvolení zastupitelé | Ladislav Olšar    |
| 15. 10. – 16. 10. 2010 | Zvolení zastupitelé | Ladislav Olšar    |
| 10. 10. – 11. 10. 2014 | Zvolení zastupitelé | Mgr. Roman Wróbel |
| 5. 10. – 6. 10. 2014   | Zvolení zastupitelé | Mgr. Roman Wróbel |

### Starostové a předsedové MNV od roku 1945
| Jméno             | Ve funkci   |
| František Potyš   | 1945–1946   |
| Maxmilián Mrovčík | 1946–1948   |
| Viktor Heczko     | 1948–1949   |
| Józef Rusz        | 1949–1964   |
| Oldřich Dudek     | 1964–1970   |
| Paweł Cienciała   | 1970        |
| František Kohůtek | 1970–1976   |
| Josef Špiller     | 1976–1990   |
| Anna Konderlová   | 1990–2006   |
| Ladislav Olšar    | 2006–2014   |
| Roman Wróbel      | 2014–dodnes |

## Obyvatelstvo

Věková struktura obyvatel obce Bystřice roku 2011

## Pamětihodnosti
- Spolek pro vojenská pietní místa Zde
- Evangelický toleranční kostel
- Kostel Povýšení svatého Kříže
- 1 Památník obětem 2 světové války na stránkách ministerstva obrany Archivováno 9. 7. 2018 na Wayback Machine.
- 2 Památník obětem 2 světové války na stránkách ministerstva obrany Archivováno 9. 7. 2018 na Wayback Machine.

## Galerie

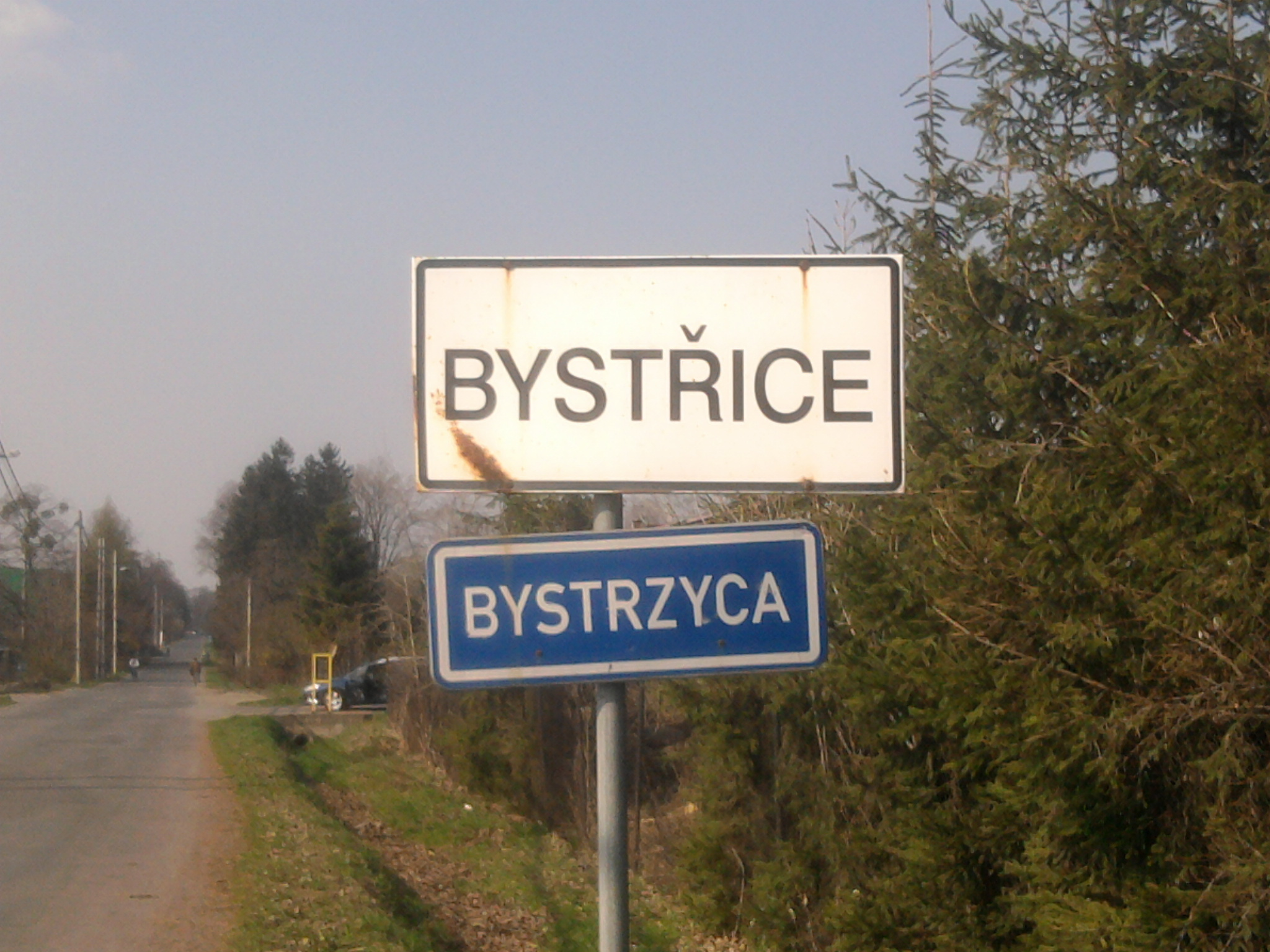
Dvojjazyčná tabule
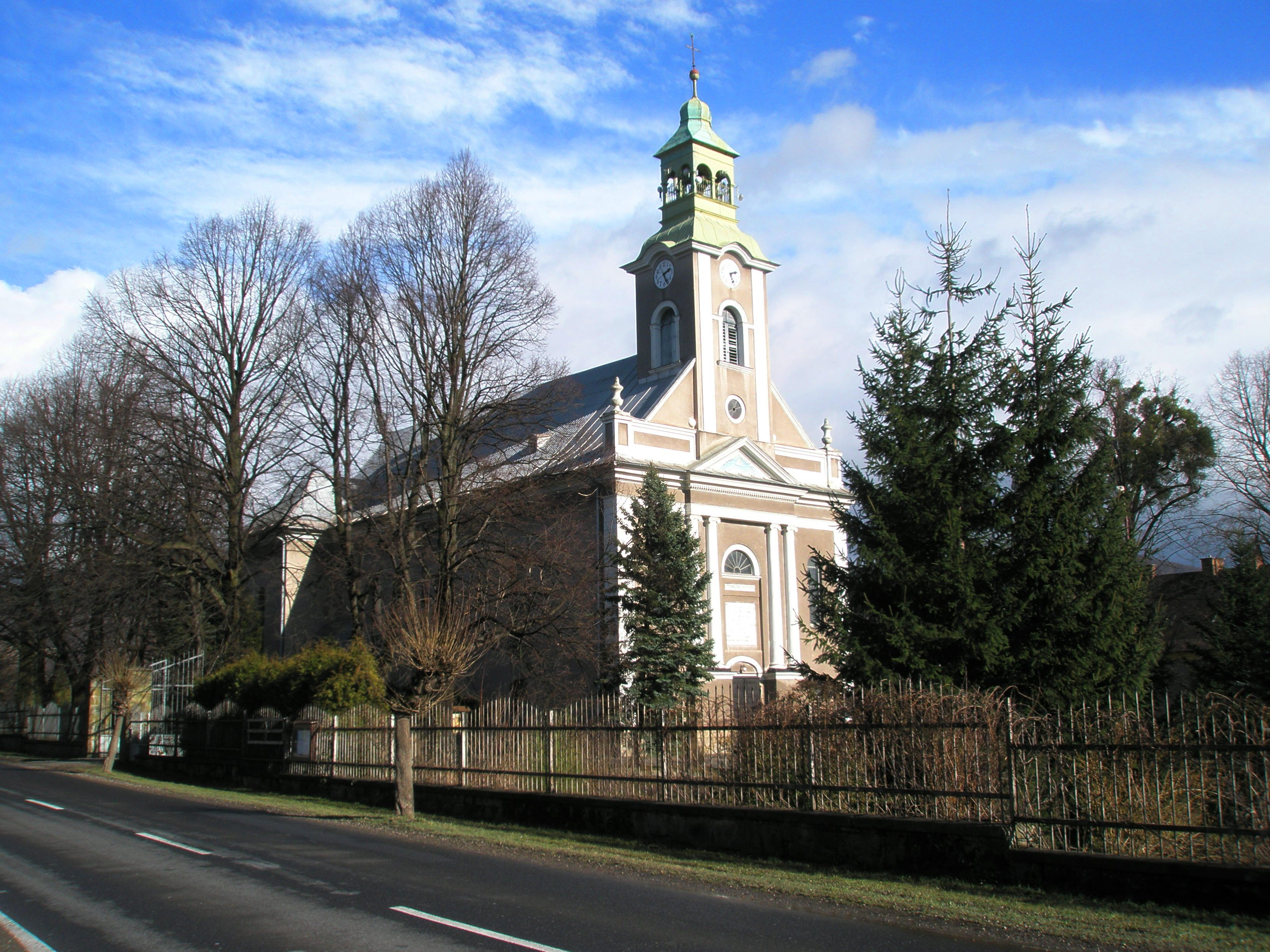
Evangelický kostel
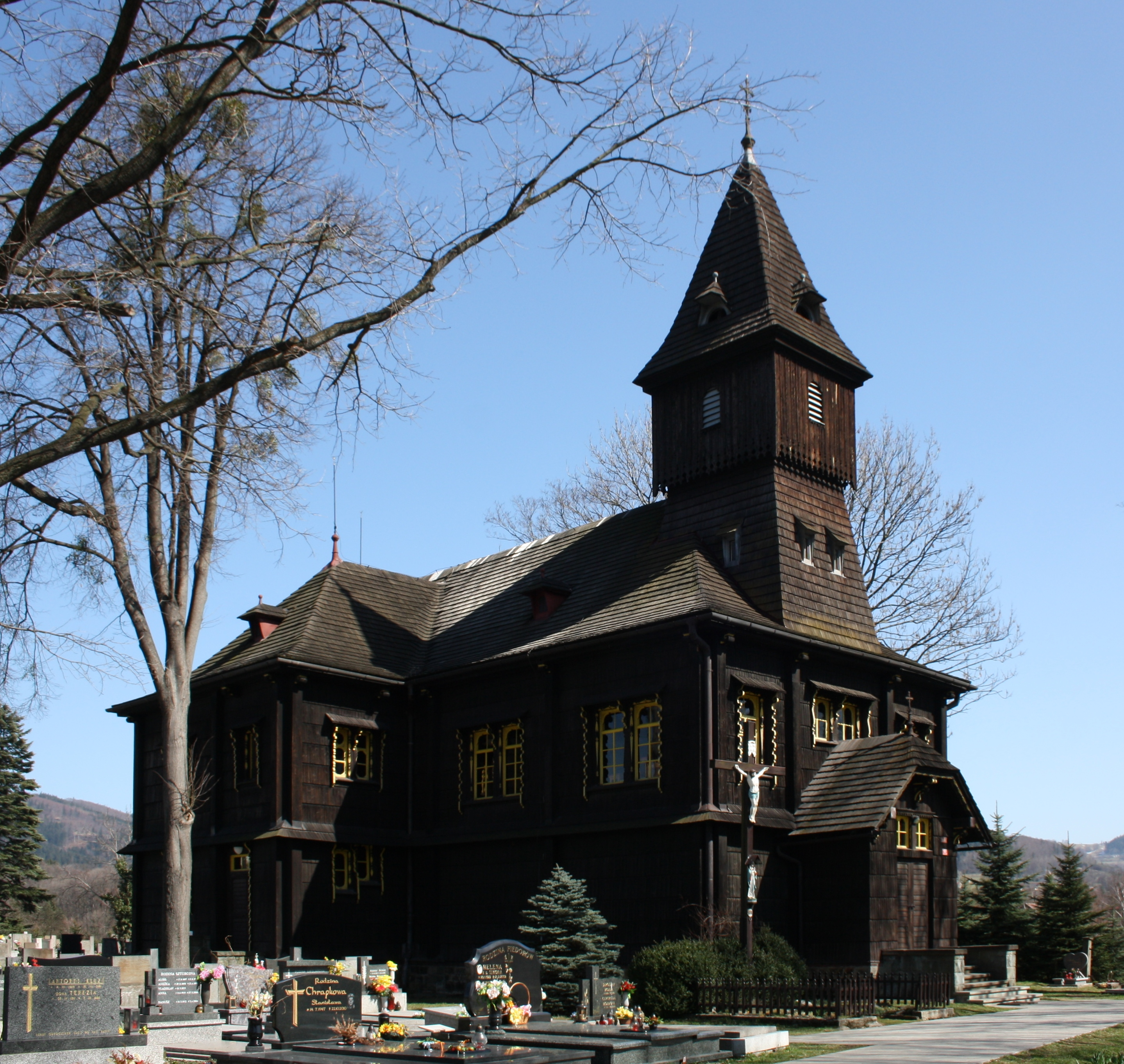
Katolický kostel Povýšení svatého Kříže
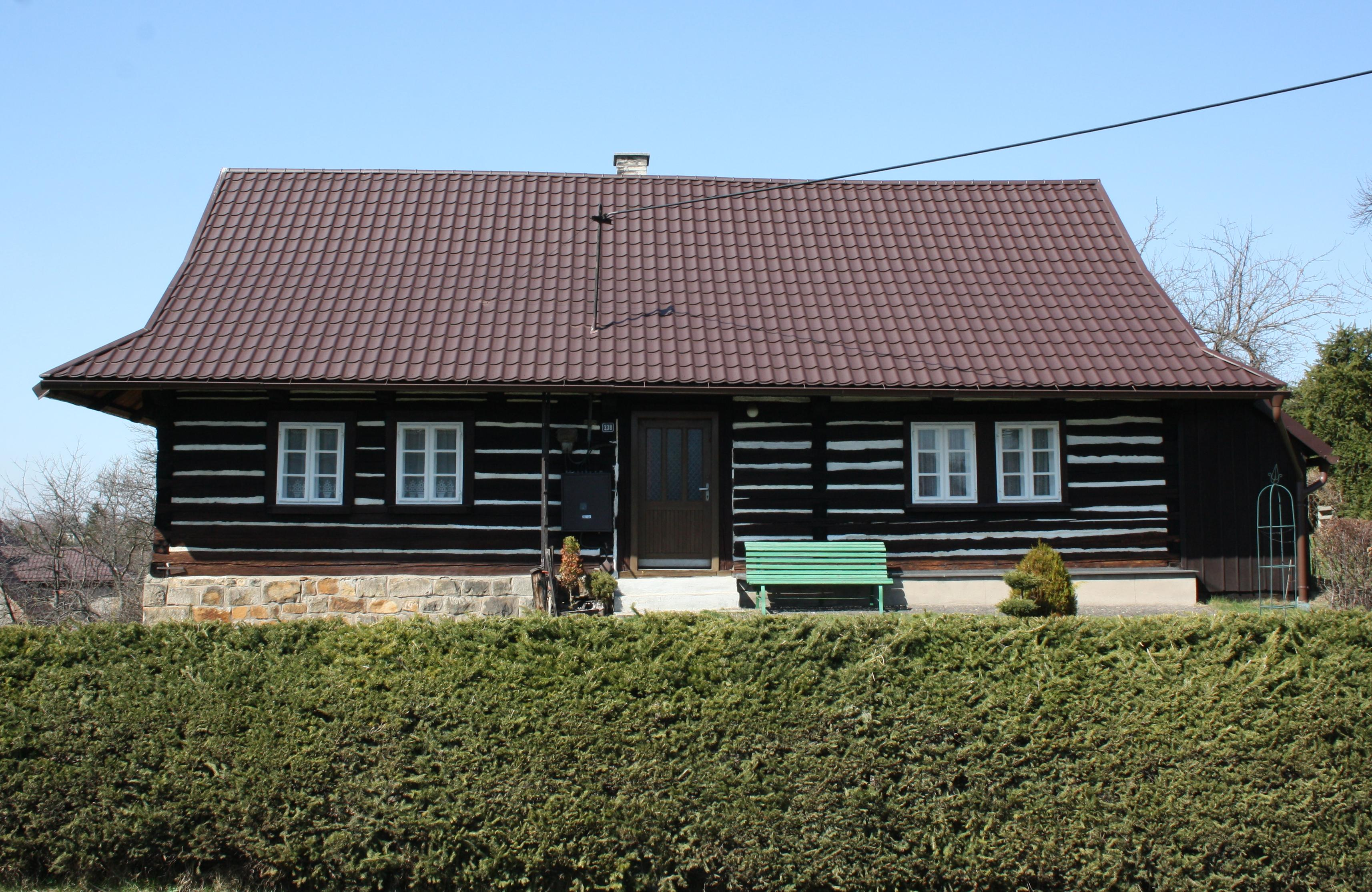
Dům č. p. 338
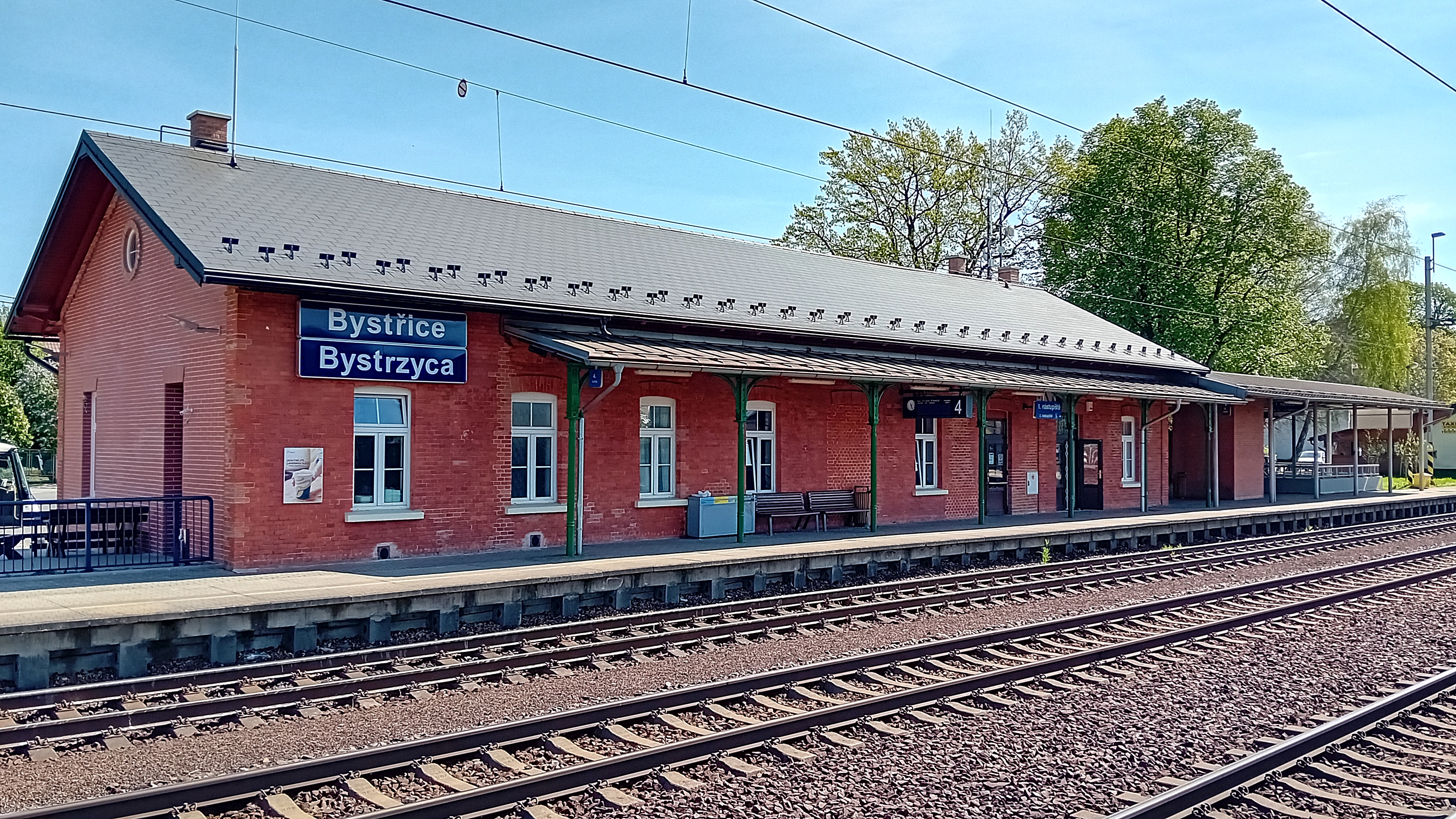
Železniční zastávka
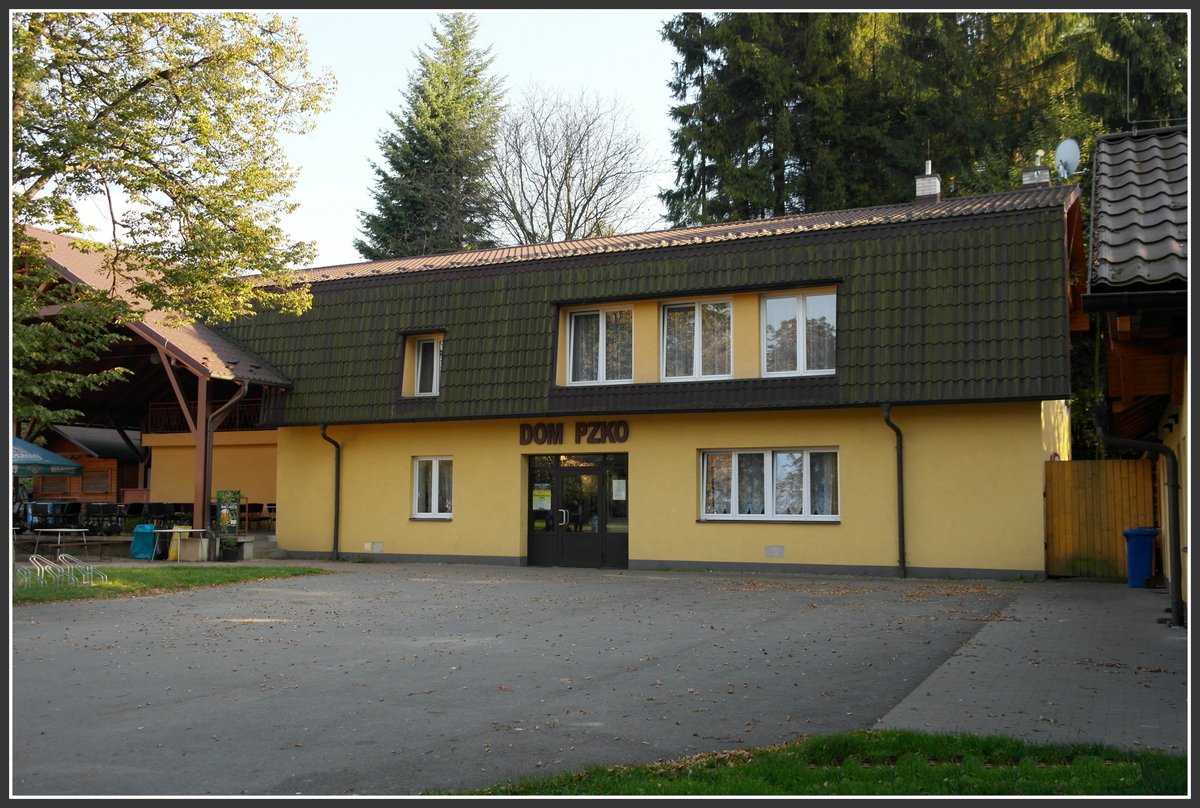
Dům PZKO
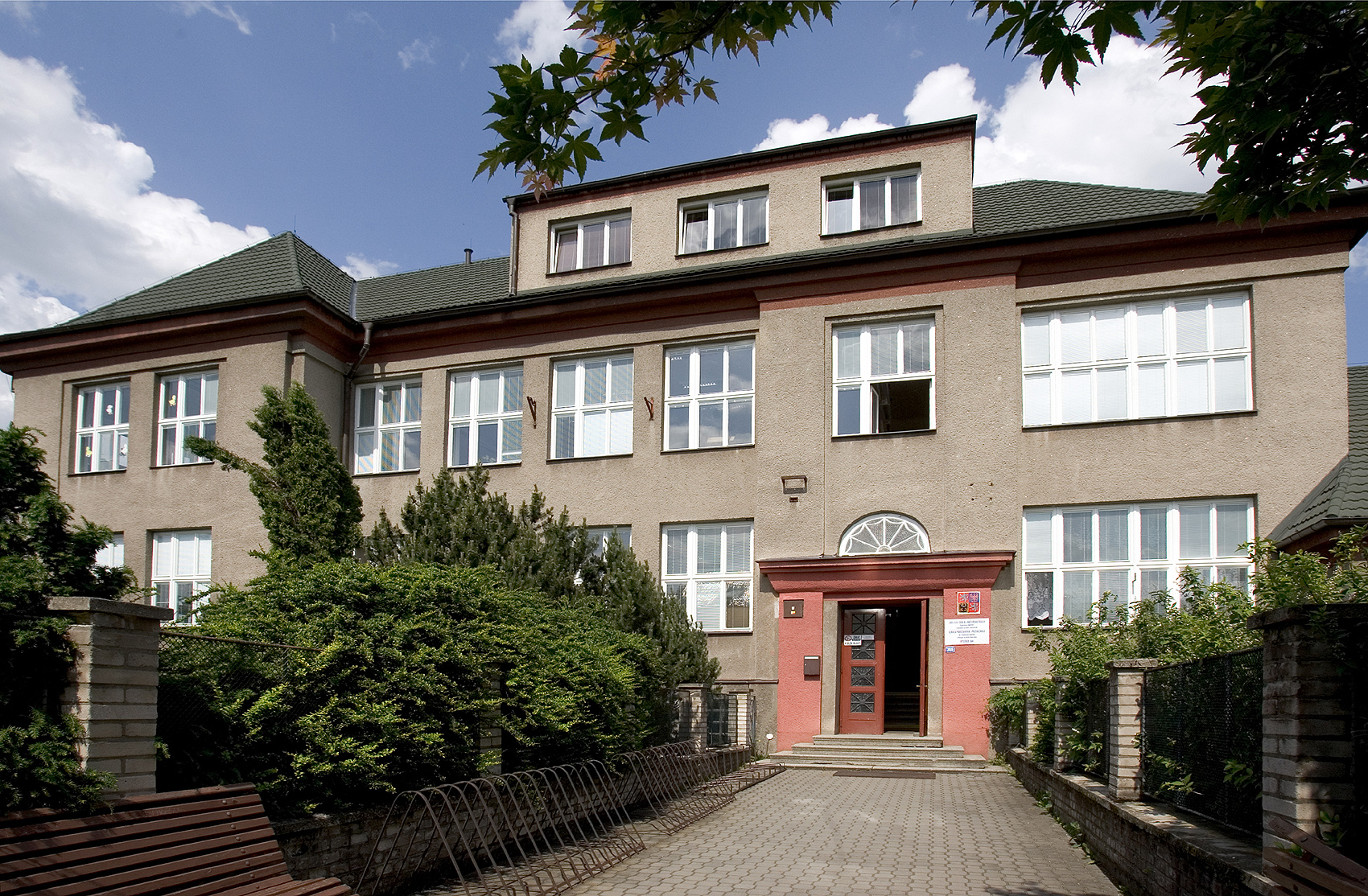
Polská škola
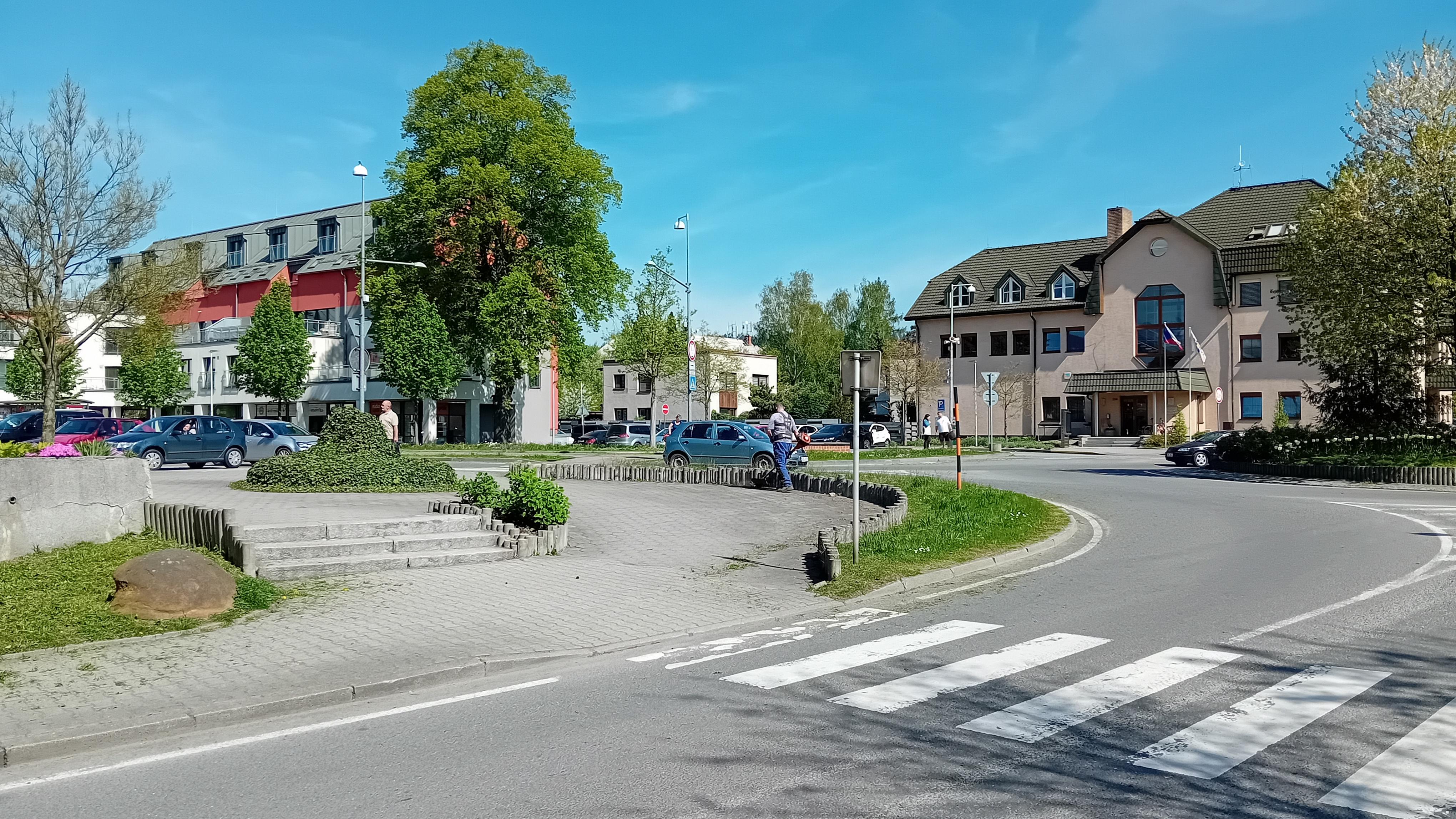
Centrum obce

## Partnerská města
- Goleszów, Polsko
- Pińczów, Polsko
- Svodín, Slovensko
- Tata, Maďarsko